# Brachymeles pathfinderi
Brachymeles pathfinderi — вид сцинкоподібних ящірок родини сцинкових (Scincidae). Ендемік Філіппін.

## Поширення і екологія
Brachymeles pathfinderi мешкають на крайньому півдні острова Мінданао. Вони живуть у вторинних вологих тропічних лісах та на кокосових плантаціях, серед пухкого ґрунту, опалого листя і гнилої деревини. Зустрічаються на висоті до 900 м над рівнем моря.